# 362 Havnia
Havnia (asteroide 362) é um asteroide da cintura principal com um diâmetro de 98 quilómetros, a 2,4647541 UA. Possui uma excentricidade de 0,0440116 e um período orbital de 1 512,08 dias (4,14 anos).
Havnia tem uma velocidade orbital média de 18,54950223 km/s e uma inclinação de 8,07216º.
Esse asteroide foi descoberto em 12 de Março de 1893 por Auguste Charlois.